# Eishockey-Weltmeisterschaft der Frauen 2001
Die Eishockey-Weltmeisterschaft der Frauen 2001 war die 7. Austragung des durch die Internationalen Eishockey-Föderation IIHF ausgetragenen Wettbewerbs. Insgesamt nahmen zwischen dem 5. März und 8. April 2001 26 Nationalmannschaften an den vier Turnieren der Top-Division sowie der Division I und den beiden Qualifikationsgruppen zu selbiger teil.

## Teilnehmer, Austragungsorte und -zeiträume
- Top-Division: 2. bis 8. April 2001 in Minneapolis, Blaine, Fridley, Plymouth, Rochester und St. Cloud, Minnesota, USA

Teilnehmer:  Volksrepublik China,  Deutschland,  Finnland,  Kanada (Titelverteidiger),  Kasachstan (Aufsteiger),  Russland,  Schweden,  USA
- Division I: 20. bis 25. März 2001 in Briançon, Frankreich

Teilnehmer:  Dänemark,  Frankreich,  Japan (Absteiger),  Lettland,  Nordkorea (Aufsteiger),  Norwegen,  Schweiz,  Tschechien
- Qualifikation zur Division I
  - Gruppe A: 5. bis 11. März 2011 in Bukarest, Rumänien
Teilnehmer:  Belgien,  Italien (Absteiger),  Niederlande,  Rumänien,  Südafrika
  - Gruppe B: 20. bis 25. März 2001 in Maribor, Slowenien
Teilnehmer:  Australien,  Großbritannien,  Slowakei,  Slowenien,  Ungarn

## Modus
Auch im Frauenbereich kam es zur Umstrukturierung der unteren Spielklassen. Die ehemalige B-Weltmeisterschaft wurde in Division I umbenannt, die Qualifikation zur B-Weltmeisterschaft in Division II. Zudem sollte die Division I von acht auf sechs Teilnehmer verringert werden, so dass es in dieser Saison zwei Absteiger und keinen Aufsteiger gab. Auch die Division II sollte künftig mit sechs Mannschaften  spielen, daher fand 2001 eine Qualifikation mit zehn Teams statt. Für die überzähligen Mannschaften wurde ab 2003 eine Division III eingeführt, in die sechs der zehn Teams in dieser Saison absteigen mussten.

## Top-Division
Das Turnier der Top-Division wurde an sechs Spielorten im Bundesstaat Minnesota der Vereinigten Staaten ausgetragen: Blaine, Minneapolis, Fridley, Plymouth, Rochester und St. Cloud.
Das kanadische Frauen-Nationalteam blieb im Turnierverlauf, und damit auch bei Weltmeisterschaften, ungeschlagen und gewann seinen siebten WM-Titel in Folge. Die Silbermedaille errang das Team der Vereinigten Staaten, während die  Russische Nationalmannschaft die Bronzemedaille gewann.

### Austragungsorte
| Plymouth |

| Blaine |

| St. Cloud |

| Minneapolis |

| Fridley |

| Rochester |

| Plymouth |

| Blaine |

| St. Cloud |

| Minneapolis |

| Fridley |

| Rochester |

### Gruppe A
| 2. April 2001 16:00 Uhr (Ortszeit) | 2. April 2001 23:00 Uhr (MESZ) | Schweden | 0:3 (0:0, 0:2, 0:1) | Russland Larissa Mischina (29:54) Jekaterina Paschkewitsch (37:17) Larissa Mischina (44:11) | Recreation Centre, Rochester Zuschauer: 300 |

| 2. April 2001 19:30 Uhr | 3. April 2001 2:30 Uhr | Kasachstan | 0:11 (0:4, 0:4, 0:3) Spielbericht | Kanada Nancy Drolet (4:10) Jayna Hefford (5:13) Kelly Béchard (12:04) Colleen Sostorics (16:28) Geraldine Heaney (21:12) Dana Antal (25:20) Caroline Ouellette (33:05) Tammy Shewchuk (38:22) Jennifer Botterill (47:35) Jennifer Botterill (50:58) Caroline Ouellette (58:33) | Recreation Centre, Rochester Zuschauer: 301 |

| 3. April 2001 16:00 Uhr | 3. April 2001 23:00 Uhr | Schweden Maria Rooth (16:59) Evelina Samuelsson (23:31) Evelina Samuelsson (53:33) | 3:1 (1:0, 1:1, 1:0) | Kasachstan Nadeschda Losjewa (36:52) | Recreation Centre, Rochester Zuschauer: 303 |

| 3. April 2001 19:30 Uhr | 4. April 2001 2:30 Uhr | Kanada Jennifer Botterill (0:52) Dana Antal (10:13) Danielle Goyette (23:38) Nancy Drolet (23:50) Jayna Hefford (36:10) | 5:1 (2:0, 3:1, 0:0) Spielbericht | Russland Oksana Tretjakowa (35:34) | Recreation Centre, Rochester Zuschauer: 520 |

| 5. April 2001 16:05 Uhr | 5. April 2001 23:05 Uhr | Kanada Gina Kingsbury (3:58) Correne Bredin (7:26) Becky Kellar (8:50) Danielle Goyette (16:21) Vicky Sunohara (26:30) Correne Bredin (28:16) Nancy Drolet (31:05) Jennifer Botterill (33:40) Nancy Drolet (34:36) Gina Kingsbury (35:24) Tammy Shewchuk (40:31) Tammy Shewchuk (42:56) Jennifer Botterill (53:12) | 13:0 (4:0, 6:0, 3:0) Spielbericht | Schweden | Mariucci Arena, Minneapolis Zuschauer: 1.178 |

| 5. April 2001 19:30 Uhr | 6. April 2001 2:30 Uhr | Russland Tatjana Zarjowa (10:35) Tatjana Zarjowa (12:47) Jekaterina Paschkewitsch (17:36) Oksana Tretjakowa (21:17) Tatjana Burina (44:29) Jekaterina Paschkewitsch (46:07) Swetlana Trefilowa (48:52) Jekaterina Paschkewitsch (50:18) | 8:2 (3:0, 1:1, 4:1) | Kasachstan Jelena Schtelmaister (35:27) Dinara Dikambajewa (53:40) | Schwan Super Rink, Blaine Zuschauer: 301 |

| Pl | Land       | Sp | S | U | N | Tore  | Punkte |
| -- | ---------- | -- | - | - | - | ----- | ------ |
| 1. | Kanada     | 3  | 3 | 0 | 0 | 29: 1 | 6:0    |
| 2. | Russland   | 3  | 2 | 0 | 1 | 12: 7 | 4:2    |
| 3. | Schweden   | 3  | 1 | 0 | 2 | 03:17 | 2:4    |
| 4. | Kasachstan | 3  | 0 | 0 | 3 | 03:22 | 0:6    |

Abkürzungen: Pl. = Platz, Sp = Spiele, S = Siege, U = Unentschieden, N = Niederlagen

Erläuterungen: Finalrunde, Relegationsrunde

### Gruppe B
| 2. April 2001 16:00 Uhr (Ortszeit) | 2. April 2001 23:00 Uhr (MESZ) | Finnland Satu Kiipeli (4:29) Marja-Helena Pälvilä (10:25) Katja Riipi (17:53) Vilja Lipsonen (19:43) Sanna Peura (23:18) Päivi Salo (42:48) Marja-Helena Pälvilä (56:56) | 7:6 (4:3, 1:1, 2:2) | Volksrepublik China Sun Rui (15:50) Liu Hongmei (17:39) Liu Hongmei (19:01) Wang Linuo (26:52) Xu Lei (47:00) Ma Xiaojun (47:29) | National Hockey Center, St. Cloud Zuschauer: 300 |

| 2. April 2001 19:30 Uhr | 3. April 2001 2:30 Uhr | Deutschland | 0:13 (0:5, 0:6, 0:2) | USA Annamarie Holmes (2:56) Katie King (3:17) Chris Bailey (6:34) Katie King (7:37) Natalie Darwitz (12:44) Krissy Wendell (22:45) Carisa Zaban (23:29) Karyn Bye (24:10) Shelley Looney (26:45) Cammi Granato (32:04) Tricia Dunn (33:59) Jenny Schmidgall (41:04) Chris Bailey (59:38) | National Hockey Center, St. Cloud Zuschauer: 301 |

| 3. April 2001 16:00 Uhr | 3. April 2001 23:00 Uhr | Finnland Hanne Sikio (25:43) Hanne Sikio (34:05) Kati Kovalainen (38:02) Sanna Peura (41:47) Marja-Helena Pälvilä (55:02) | 5:2 (0:1, 3:1, 2:0) | Deutschland Maritta Becker (6:05) Stephanie Frühwirt (32:38) | National Hockey Center, St. Cloud Zuschauer: 300 |

| 3. April 2001 19:30 Uhr | 4. April 2001 2:30 Uhr | USA Shelley Looney (2:48) Katie King (6:34) Chris Bailey (8:01) Krissy Wendell (9:12) Cammi Granato (11:58) Sue Merz (17:23) Katie King (26:43) Jenny Schmidgall (30:04) Katie King (32:40) Cammi Granato (48:13) Tricia Dunn (51:51) Cammi Granato (53:17) Julie Chu (59:02) | 13:0 (6:0, 3:0, 4:0) | Volksrepublik China | National Hockey Center, St. Cloud Zuschauer: 581 |

| 5. April 2001 19:30 Uhr | 6. April 2001 2:30 Uhr | Volksrepublik China | 0:0 (0:0, 0:0, 0:0) | Deutschland | Ice Center, Plymouth Zuschauer: 300 |

| 5. April 2001 19:35 Uhr | 6. April 2001 2:35 Uhr | USA Carisa Zaban (10:27) Natalie Darwitz (15:21) Natalie Darwitz (16:11) Krissy Wendell (20:49) Chris Bailey (21:56) Angela Ruggiero (27:15) Tricia Dunn (30:46) Cammi Granato (36:11) Jenny Schmidgall (57:58) | 9:0 (3:0, 5:0, 1:0) | Finnland | Mariucci Arena, Minneapolis Zuschauer: 4.421 |

| Pl | Land                | Sp | S | U | N | Tore  | Punkte |
| -- | ------------------- | -- | - | - | - | ----- | ------ |
| 1. | USA                 | 3  | 3 | 0 | 0 | 35: 0 | 6:0    |
| 2. | Finnland            | 3  | 2 | 0 | 1 | 12:17 | 4:2    |
| 3. | Volksrepublik China | 3  | 0 | 1 | 2 | 06:20 | 1:5    |
| 4. | Deutschland         | 3  | 0 | 1 | 2 | 02:18 | 1:5    |

Abkürzungen: Pl. = Platz, Sp = Spiele, S = Siege, U = Unentschieden, N = Niederlagen

Erläuterungen: Finalrunde, Relegationsrunde

### Relegationsrunde
|  | Platzierungsrunde Plätze 5 bis 8 | Platzierungsrunde Plätze 5 bis 8 | Platzierungsrunde Plätze 5 bis 8 |                  |  | Spiel um Platz 5 | Spiel um Platz 5    | Spiel um Platz 5 |
|  |                                  |                                  |                                  |                  |  |                  |                     |                  |
|  |                                  |                                  |                                  |                  |  |                  |                     |                  |
|  | B3                               | Volksrepublik China              | 4                                |                  |  |                  |                     |                  |
|  | A4                               | Kasachstan                       | 1                                |                  |  | B3               | Volksrepublik China | 0                |
|  |                                  |                                  |                                  |                  |  | B4               | Deutschland         | 1                |
|  |                                  |                                  |                                  |                  |  |                  |                     |                  |
|  |                                  |                                  |                                  | Spiel um Platz 7 |  |                  |                     |                  |
|  | A3                               | Schweden                         | 2                                |                  |  |                  |                     |                  |
|  | B4                               | Deutschland                      | 6                                |                  |  | A3               | Schweden            | 3                |
|  |                                  |                                  |                                  |                  |  | A4               | Kasachstan          | 1                |
|  |                                  |                                  |                                  |                  |  |                  |                     |                  |

| 6. April 2001 16:00 Uhr (Ortszeit) | 6. April 2001 23:00 Uhr (MESZ) | Volksrepublik China | 4:1 (2:0, 1:1, 1:0) | Kasachstan | Columbia Arena, Fridley Zuschauer: 301 |

| 6. April 2001 19:30 Uhr | 7. April 2001 2:30 Uhr | Schweden Josefin Pettersson (17:54) Joa Elfsberg (39:54) | 2:6 (1:2, 1:1, 0:3) | Deutschland Christina Oswald (4:40) Natascha Schaffrik (6:48) Maren Valenti (24:32) Christina Oswald (56:53) Sonja Kuisle (58:51) Stephanie Frühwirt (59:41) | Columbia Arena, Fridley Zuschauer: 305 |

Spiel um Platz 7
| 8. April 2001 12:00 Uhr | 8. April 2001 19:00 Uhr | Schweden Josefin Rudberg (4:35) Gunilla Andersson (27:37) Gunilla Andersson (56:10) | 3:1 (1:0, 1:0, 1:1) | Kasachstan Natalja Jakowtschuk (42:49) | Schwan Super Rink, Blaine Zuschauer: 305 |

Spiel um Platz 5
| 8. April 2001 12:00 Uhr | 8. April 2001 19:00 Uhr | Volksrepublik China | 0:1 (0:1, 0:0, 0:0) | Deutschland Christina Oswald (3:53) | Columbia Arena, Fridley Zuschauer: 303 |

### Finalrunde
|  | Halbfinale | Halbfinale | Halbfinale |                  |  | Finale | Finale   | Finale |
|  |            |            |            |                  |  |        |          |        |
|  |            |            |            |                  |  |        |          |        |
|  | B1         | USA        | 6          |                  |  |        |          |        |
|  | A2         | Russland   | 1          |                  |  | B1     | USA      | 2      |
|  |            |            |            |                  |  | A1     | Kanada   | 3      |
|  |            |            |            |                  |  |        |          |        |
|  |            |            |            | Spiel um Platz 3 |  |        |          |        |
|  | A1         | Kanada     | 8          |                  |  |        |          |        |
|  | B2         | Finnland   | 0          |                  |  | B2     | Finnland | 1      |
|  |            |            |            |                  |  | A2     | Russland | 2      |
|  |            |            |            |                  |  |        |          |        |

#### Halbfinale
| 7. April 2001 15:05 Uhr (Ortszeit) | 7. April 2001 22:05 Uhr (MESZ) | Kanada Jennifer Botterill (2:16) Danielle Goyette (8:41) Jennifer Botterill (29:21) Colleen Sostorics (38:32) Vicky Sunohara (48:14) Correne Bredin (51:53) Danielle Goyette (56:12) Tammy Shewchuk (57:14) | 8:0 (2:0, 2:0, 4:0) Spielbericht | Finnland | Mariucci Arena, Minneapolis Zuschauer: 1.603 |

| 7. April 2001 19:35 Uhr | 8. April 2001 2:35 Uhr | USA Cammi Granato (4:14) Katie King (14:58) Katie King (24:42) Chris Bailey (35:50) Angela Ruggiero (38:58) Cammi Granato (44:43) | 6:1 (2:1, 3:0, 1:0) | Russland Jekaterina Paschkewitsch (19:36) | Mariucci Arena, Minneapolis Zuschauer: 2.582 |

#### Spiel um Platz 3
| 8. April 2001 14:05 Uhr | 8. April 2001 21:05 Uhr | Finnland Karoliina Rantamäki (28:59) | 1:2 (0:1, 1:1, 0:0) | Russland Swetlana Trefilowa (9:17) Jekaterina Paschkewitsch (31:24) | Mariucci Arena, Minneapolis Zuschauer: 1.558 |

#### Finale
| 8. April 2001 17:00 Uhr | 9. April 2001 0:00 Uhr | USA Carisa Zaban (17:36) Allison Mleczko (58:41) | 2:3 (1:1, 0:1, 1:1) Spielbericht | Kanada Dana Antal (8:09) Tammy Shewchuk (29:50) Jennifer Botterill (56:45) | Mariucci Arena, Minneapolis Zuschauer: 5.632 |

### Statistik

#### Beste Scorerinnen
Abkürzungen: Sp = Spiele, T = Tore, V = Vorlagen, Pkt = Punkte, SM = Strafminuten; +/− = Plus/Minus, Fett: Turnierbestwert
| Spieler                  | Mannschaft | Sp | T | V | Pkt | SM | +/− |
| ------------------------ | ---------- | -- | - | - | --- | -- | --- |
| Cammi Granato            | USA        | 5  | 7 | 6 | 13  | 0  | 16  |
| Krissy Wendell           | USA        | 5  | 3 | 9 | 12  | 4  | 10  |
| Nancy Drolet             | Kanada     | 5  | 4 | 7 | 11  | 4  | 7   |
| Jennifer Botterill       | Kanada     | 5  | 8 | 2 | 10  | 4  | 11  |
| Jekaterina Paschkewitsch | Russland   | 5  | 6 | 4 | 10  | 2  | 5   |
| Jenny Schmidgall         | USA        | 5  | 3 | 7 | 10  | 4  | 15  |
| Kelly Béchard            | Kanada     | 5  | 1 | 9 | 10  | 8  | 10  |
| Tammy Shewchuk           | Kanada     | 5  | 5 | 4 | 9   | 2  | 11  |
| Danielle Goyette         | Kanada     | 5  | 4 | 5 | 9   | 0  | 8   |
| Katie King               | USA        | 5  | 7 | 1 | 8   | 0  | 10  |

#### Beste Torhüterinnen
Abkürzungen: Sp = Spiele, Min = Eiszeit (in Minuten), GT = Gegentore, SO = Shutouts, Sv% = gehaltene Schüsse (in %), GTS = Gegentorschnitt; Fett: Turnierbestwert
| Spieler                   | Mannschaft  | Sp | Min    | SaT | GT | GTS  | SVS | Sv%   | SO |
| ------------------------- | ----------- | -- | ------ | --- | -- | ---- | --- | ----- | -- |
| Sara DeCosta              | USA         | 2  | 120:00 | 40  | 1  | 0,50 | 39  | 97,50 | 1  |
| Sami Jo Small             | Kanada      | 2  | 120:00 | 21  | 1  | 0,50 | 20  | 95,24 | 1  |
| Kim St-Pierre             | Kanada      | 3  | 180:00 | 64  | 2  | 0,67 | 62  | 96,88 | 2  |
| Sarah Tueting             | USA         | 3  | 178:49 | 45  | 3  | 1,01 | 42  | 93,33 | 2  |
| Irina Gaschennikowa       | Russland    | 5  | 286:07 | 150 | 13 | 2,73 | 137 | 91,33 | 1  |
| Stephanie Wartosch-Kürten | Deutschland | 5  | 266:26 | 151 | 16 | 3,60 | 135 | 89,40 | 1  |
| Guo Hong                  | China       | 4  | 240:00 | 134 | 15 | 3,75 | 119 | 88,81 | 1  |
| Natalja Trunowa           | Kasachstan  | 5  | 267:16 | 200 | 28 | 6,29 | 172 | 86,00 | 0  |
| Annica Åhlén              | Schweden    | 4  | 210:48 | 114 | 18 | 5,12 | 96  | 84,21 | 0  |
| Tuula Puputti             | Finnland    | 4  | 207:13 | 111 | 19 | 5,50 | 92  | 82,88 | 0  |

### Abschlussplatzierungen
| Pl | Team                |
| -- | ------------------- |
| 1  | Kanada              |
| 2  | USA                 |
| 3  | Russland            |
| 4  | Finnland            |
| 5  | Deutschland         |
| 6  | Volksrepublik China |
| 7  | Schweden            |
| 8  | Kasachstan          |

### Titel, Auf- und Abstieg
| Weltmeister Kanada | Sami Jo Small, Kim St-Pierre – Becky Kellar, Colleen Sostorics, Thérèse Brisson, Cheryl Pounder, Correne Bredin, Isabelle Chartrand, Geraldine Heaney – Caroline Ouellette, Danielle Goyette, Jayna Hefford, Jennifer Botterill, Nancy Drolet, Dana Antal, Kelly Béchard, Tammy Shewchuck, Gina Kingsbury, Vicky Sunohara, Cassie Campbell Trainerstab: Daniele Sauvageau, Melody Davidson, Wally Kozak                                                      |
| Silber USA         | Chris Bailey, Alana Blahoski, Winny Brodt, Karyn Bye, Julie Chu, Natalie Darwitz, Sara DeCosta, Tricia Dunn, Cammi Granato, Annamarie Holmes, Katie King, Shelley Looney, Nicki Luongo, Sue Merz, Allison Mleczko, Angela Ruggiero, Jenny Schmidgall, Sarah Tueting, Krissy Wendell, Carisa Zaban Trainerstab: Ben Smith, Tim Gerrish, Julie Sasner |
| Bronze Russland    | Jelena Bobrowa, Tatjana Burina, Irina Wotynzewa, Irina Gaschennikowa, Julija Gladyschewa, Marija Misropjan, Larissa Mischina, Jekaterina Paschkewitsch, Kristina Petrowskaja, Olga Sawenkowa, Wioletta Simonowa, Jekaterina Smolenzewa, Tatjana Sotnikowa, Swetlana Terentjewa, Oksana Tretjakowa, Swetlana Trefilowa, Aljona Chomitsch, Tatjana Zarjowa, Schanna Schtscheltschkowa, Ljudmila Jurlowa Trainerstab: Wjatscheslaw Dolguschin, Andrei Anissimow |

| Absteiger in die Division I:    | Kasachstan |
| Aufsteiger in die Top-Division: | Schweiz    |

### Auszeichnungen
| Auszeichnung          | Spieler            | Team   |
| --------------------- | ------------------ | ------ |
| Beste Torhüterin      | Kim St-Pierre      | Kanada |
| Beste Verteidigerin   | Karyn Bye          | USA    |
| Beste Stürmerin       | Jennifer Botterill | Kanada |
| Wertvollste Spielerin | Jennifer Botterill | Kanada |

## Division I
Das Turnier der Gruppe B wurde vom 20. bis 25. März 2001 im französischen Briançon ausgetragen. Die Spiele fanden im 2.150 Zuschauer fassenden Patinoire René Froger statt. Den Turniersieg sicherte sich die Schweizer Eishockeynationalmannschaft mit einem abschließenden 2:1-Erfolg über die japanische Vertretung. Norwegen und Dänemark mussten den Gang in die Qualifikation zur Division I antreten. Die 20 Turnierspiele wurden von insgesamt 14.527 Zuschauern – im Schnitt 726 pro Spiel – besucht.

### Vorrunde

#### Gruppe A
| 20. März 2001 17:30 Uhr (Ortszeit) | Dänemark | 8:2 (3:0, 1:2, 4:0) | Nordkorea | Patinoire René Froger, Briançon Zuschauer: 451 |

| 20. März 2001 20:30 Uhr | Frankreich | 3:3 (1:2, 2:0, 0:1) | Japan | Patinoire René Froger, Briançon Zuschauer: 1.812 |

| 21. März 2001 16:30 Uhr | Japan | 4:4 (0:0, 4:1, 0:3) | Nordkorea | Patinoire René Froger, Briançon Zuschauer: 409 |

| 21. März 2001 20:00 Uhr | Dänemark | 1:2 (0:0, 1:2, 0:0) | Frankreich | Patinoire René Froger, Briançon Zuschauer: 1.592 |

| 23. März 2001 11:30 Uhr | Japan | 3:1 (1:0, 0:0, 2:1) | Dänemark | Patinoire René Froger, Briançon Zuschauer: 413 |

| 23. März 2001 14:30 Uhr | Nordkorea | 4:2 (1:1, 2:0, 1:1) | Frankreich | Patinoire René Froger, Briançon Zuschauer: 1.867 |

| Pl | Land       | Sp | S | U | N | Tore  | Punkte |
| -- | ---------- | -- | - | - | - | ----- | ------ |
| 1. | Japan      | 3  | 1 | 2 | 0 | 10: 8 | 4:2    |
| 2. | Nordkorea  | 3  | 1 | 1 | 1 | 10:14 | 3:3    |
| 3. | Frankreich | 3  | 1 | 1 | 1 | 07: 8 | 3:3    |
| 4. | Dänemark   | 3  | 1 | 0 | 2 | 10: 7 | 2:4    |

Abkürzungen: Pl. = Platz, Sp = Spiele, S = Siege, U = Unentschieden, N = Niederlagen

#### Gruppe B
| 20. März 2001 11:00 Uhr (Ortszeit) | Lettland | 0:4 (0:1, 0:2, 0:1) | Schweiz | Patinoire René Froger, Briançon Zuschauer: 300 |

| 20. März 2001 16:30 Uhr | Norwegen | 0:5 (0:1, 0:2, 0:2) | Tschechien | Patinoire René Froger, Briançon Zuschauer: 427 |

| 22. März 2001 16:30 Uhr | Norwegen | 1:3 (0:2, 0:0, 1:1) | Lettland | Patinoire René Froger, Briançon Zuschauer: 513 |

| 22. März 2001 20:00 Uhr | Schweiz | 4:1 (2:0, 1:0, 1:1) | Tschechien | Patinoire René Froger, Briançon Zuschauer: 946 |

| 23. März 2001 17:30 Uhr | Tschechien | 3:3 (1:1, 0:2, 2:0) | Lettland | Patinoire René Froger, Briançon Zuschauer: 476 |

| 23. März 2001 20:00 Uhr | Schweiz | 8:1 (6:1, 0:0, 2:0) | Norwegen | Patinoire René Froger, Briançon Zuschauer: 1.337 |

| Pl | Land       | Sp | S | U | N | Tore  | Punkte |
| -- | ---------- | -- | - | - | - | ----- | ------ |
| 1. | Schweiz    | 3  | 3 | 0 | 0 | 16: 2 | 6:0    |
| 2. | Tschechien | 3  | 1 | 1 | 1 | 09: 7 | 3:3    |
| 3. | Lettland   | 3  | 1 | 1 | 1 | 06: 8 | 3:3    |
| 4. | Norwegen   | 3  | 0 | 0 | 3 | 02:16 | 0:6    |

Abkürzungen: Pl. = Platz, Sp = Spiele, S = Siege, U = Unentschieden, N = Niederlagen

### Finale und Platzierungsspiele

#### Spiel um Platz 7
| 25. März 2001 11:30 Uhr (Ortszeit) | Dänemark | 2:4 (1:2, 1:0, 0:2) | Norwegen | Patinoire René Froger, Briançon Zuschauer: 319 |

#### Spiel um Platz 5
| 25. März 2001 14:30 Uhr | Lettland | 1:2 (0:1, 1:1, 0:0) | Frankreich | Patinoire René Froger, Briançon Zuschauer: 1.555 |

#### Spiel um Platz 3
| 25. März 2001 17:30 Uhr | Tschechien | 3:2 n. P. (0:1, 1:0, 1:1, 0:0, 1:0) | Nordkorea | Patinoire René Froger, Briançon Zuschauer: 1.030 |

#### Finale
| 25. März 2001 20:30 Uhr | Schweiz Sandrine Ray (3:45) Sandra Cattaneo (11:39) | 2:1 (2:0, 0:1, 0:0) | Japan Yuka Hirano (31:45) | Patinoire René Froger, Briançon Zuschauer: 1.980 |

### Division-IA-Siegermannschaft
| Division-IA-Aufsteiger Schweiz | Ursina Demuth, Riitta Schäublin – Mirjam Bächler, Ramona Fuhrer, Ruth Künzle, Monika Leuenberger, Christina Marano, Prisca Mosimann, Regula Müller – Silvia Bruggmann, Sandra Cattaneo, Melanie Häfliger, Kathrin Lehmann, Jeanette Marty, Christine Meier, Sandrine Ray, Claudia Riechsteiner, Rachel Rochat, Tina Schumacher, Anita Steinmann Cheftrainer: François Ceretti Assistenztrainer: Diane Michaud |

### Abschlussplatzierung der Division I
| Pl | Team       |
| -- | ---------- |
| 1  | Schweiz    |
| 2  | Japan      |
| 3  | Tschechien |
| 4  | Nordkorea  |
| 5  | Frankreich |
| 6  | Lettland   |
| 7  | Norwegen   |
| 8  | Dänemark   |

### Auf- und Absteiger
| Absteiger in die Division I:    | Kasachstan        |
| Aufsteiger in die Top-Division: | Schweiz           |
| Absteiger in die Division II:   | Norwegen Dänemark |

## Qualifikation zur Division II
Die Qualifikationsturniere für die Weltmeisterschaft 2003 waren ursprünglich als Qualifikation zur Division I angesetzt. Aufgrund der Umstrukturierung der Divisionen zur Saison 2002/03 wurden die einzelnen Teilnehmer neu eingeteilt. Die beiden Erstplatzierten der Gruppe A und B qualifizierten sich für die Division II 2003, während alle anderen Mannschaften für das Turnier der Division III teilnahmeberechtigt waren.
Die beiden Turniere wurden in Bukarest und Maribor ausgetragen.

### Gruppe A in Bukarest, Rumänien
Mit vier Siegen in vier Spielen qualifizierten sich die Niederlande sowie die italienische Mannschaft mit drei Siegen.
| 5. März 2001 15:00 Uhr (Ortszeit) | Südafrika | 3:4 (1:1, 2:2, 0:1) | Belgien | Bukarest Zuschauer: 300 |

| 5. März 2001 19:00 Uhr | Rumänien | 1:14 (1:7, 0:2, 0:5) | Niederlande | Bukarest Zuschauer: 300 |

| 6. März 2001 15:00 Uhr | Italien | 9:1 (4:0, 4:1, 1:0) | Südafrika | Bukarest Zuschauer: 300 |

| 6. März 2001 19:00 Uhr | Rumänien | 0:7 (0:3, 0:4, 0:0) | Belgien | Bukarest Zuschauer: 300 |

| 8. März 2001 15:00 Uhr | Rumänien | 0:15 (0:4, 0:8, 0:3) | Italien | Bukarest Zuschauer: 300 |

| 8. März 2001 19:00 Uhr | Belgien | 0:5 (0:1, 0:2, 0:2) | Niederlande | Bukarest Zuschauer: 300 |

| 9. März 2001 15:00 Uhr | Niederlande | 2:1 (2:0, 0:1, 0:0) | Italien | Bukarest Zuschauer: 300 |

| 9. März 2001 19:00 Uhr | Rumänien | 1:6 (1:1, 0:4, 0:1) | Südafrika | Bukarest Zuschauer: 300 |

| 11. März 2001 15:00 Uhr | Niederlande | 6:2 (2:0, 2:1, 2:1) | Südafrika | Bukarest Zuschauer: 300 |

| 11. März 2001 19:00 Uhr | Italien | 8:1 (1:1, 3:0, 4:0) | Belgien | Bukarest Zuschauer: 300 |

| Pl | Land        | Sp | S | U | N | Tore  | Punkte |
| -- | ----------- | -- | - | - | - | ----- | ------ |
| 1. | Niederlande | 4  | 4 | 0 | 0 | 27: 4 | 8:0    |
| 2. | Italien     | 4  | 3 | 0 | 1 | 33: 4 | 6:2    |
| 3. | Belgien     | 4  | 2 | 0 | 2 | 12:16 | 4:4    |
| 4. | Südafrika   | 4  | 1 | 0 | 3 | 12:20 | 2:6    |
| 5. | Rumänien    | 4  | 0 | 0 | 4 | 02:42 | 0:8    |

Abkürzungen: Pl. = Platz, Sp = Spiele, S = Siege, U = Unentschieden, N = Niederlagen

Erläuterungen: Qualifiziert für die Division II, Qualifiziert für die Division III

### Gruppe B in Maribor, Slowenien
Das Qualifikationsturnier der Gruppe B wurde vom 20. bis 25. März 2001 im slowenischen Maribor ausgetragen. Die Spiele fanden in der 3.000 Zuschauer fassenden Ledna dvorana Tabor statt. Insgesamt besuchten 3.295 Zuschauer die zehn Turnierspiele, was einem Schnitt von 329 pro Partie entspricht.
Das slowakische und das britische Team qualifizierten sich für die Division II mit vier bzw. drei Siegen aus vier Spielen.
| 20. März 2001 16:00 Uhr (Ortszeit) | Ungarn | 0:12 (0:3, 0:5, 0:4) | Slowakei | Ledna dvorana Tabor, Maribor Zuschauer: 300 |

| 20. März 2001 19:00 Uhr | Slowenien | 0:12 (0:5, 0:5, 0:2) | Großbritannien | Ledna dvorana Tabor, Maribor Zuschauer: 349 |

| 21. März 2001 18:00 Uhr | Slowenien | 2:7 (1:3, 1:1, 0:3) | Australien | Ledna dvorana Tabor, Maribor Zuschauer: 411 |

| 22. März 2001 16:00 Uhr | Großbritannien | 12:0 (4:0, 5:0, 3:0) | Ungarn | Ledna dvorana Tabor, Maribor Zuschauer: 300 |

| 22. März 2001 19:00 Uhr | Slowakei | 9:1 (5:1, 3:0, 1:0) | Australien | Ledna dvorana Tabor, Maribor Zuschauer: 300 |

| 23. März 2001 18:00 Uhr | Slowenien | 0:23 (0:5, 0:8, 0:10) | Slowakei | Ledna dvorana Tabor, Maribor Zuschauer: 325 |

| 24. März 2001 16:00 Uhr | Großbritannien | 4:2 (0:1, 2:0, 2:1) | Australien | Ledna dvorana Tabor, Maribor Zuschauer: 300 |

| 24. März 2001 19:00 Uhr | Slowenien | 1:7 (0:3, 0:3, 1:1) | Ungarn | Ledna dvorana Tabor, Maribor Zuschauer: 410 |

| 25. März 2001 16:00 Uhr | Australien | 3:0 (0:0, 3:0, 0:0) | Ungarn | Ledna dvorana Tabor, Maribor Zuschauer: 300 |

| 25. März 2001 19:00 Uhr | Slowakei | 4:1 (1:0, 1:0, 2:1) | Großbritannien | Ledna dvorana Tabor, Maribor Zuschauer: 300 |

| Pl | Land           | Sp | S | U | N | Tore  | Punkte |
| -- | -------------- | -- | - | - | - | ----- | ------ |
| 1. | Slowakei       | 4  | 4 | 0 | 0 | 48: 2 | 8:0    |
| 2. | Großbritannien | 4  | 3 | 0 | 1 | 29: 6 | 6:2    |
| 3. | Australien     | 4  | 2 | 0 | 2 | 13:15 | 4:4    |
| 4. | Ungarn         | 4  | 1 | 0 | 3 | 07:28 | 2:6    |
| 5. | Slowenien      | 4  | 0 | 0 | 4 | 03:50 | 0:8    |

Abkürzungen: Pl. = Platz, Sp = Spiele, S = Siege, U = Unentschieden, N = Niederlagen

Erläuterungen: Qualifiziert für die Division II, Qualifiziert für die Division III

### Auf- und Absteiger
| Qualifiziert für die Division II:  | Norwegen Dänemark                                      |
| Qualifiziert für die Division III: | Australien Belgien Südafrika Ungarn Slowenien Rumänien |